# Феуди (Терамо)
Феуди (итал. Feudi) је насеље у Италији у округу Терамо, региону Абруцо.
Према процени из 2011. у насељу је живело 37 становника. Насеље се налази на надморској висини од 384 м.